# Linearer Weltmeister
Linearer Weltmeister ist ein inoffizieller Weltmeistertitel im Boxen, Mixed Martial Arts und Kickboxen, bei denen der Weltmeister über Herausforderungen ermittelt wird. Der Titel wird dabei initial an den unangefochtenen Weltmeister einer Gewichtsklasse vergeben und überträgt sich automatisch an den Kämpfer, der diesen in einem Kampf dieser Gewichtsklasse besiegt. Informell wird der lineare Weltmeister daher auch als „Der Mann, der den Mann besiegt hat,…“ bezeichnet („The man, who beat the man, who beat the man …“).
Obwohl „Linearer Weltmeister“ kein offizieller Titel ist, der etwa von den großen Boxverbänden aktiv beworben wird, gilt er im Boxen, bei manchen Kämpfern, in Fachkreisen und bei vielen Fans als der einzig wahre Titel. Da es keine einheitliche Methode für die Ermittlung des ersten linearen Weltmeisters und widersprüchliche Meinungen zur Verfahrensweise bei Rücktritt eines Kämpfers oder Wechsel der Gewichtsklasse gibt, gibt es beim Boxen mehrere Listen linearer Weltmeister.
Der lineare Weltmeister ist nicht zu verwechseln mit dem unumstrittenen Weltmeister, der im Boxen den Titelträger aller vier großen Boxverbände WBA, WBC, IBF und WBO in einer Gewichtsklasse bezeichnet.

## Boxen

### Geschichte
Das Konzept des linearen Weltmeisters entwickelte sich aus Unzufriedenheit über die großen Boxverbände, die alle ihre eigenen Weltmeister kürten, und insbesondere, weil sie sich weigerten, diese den Boxern abzuerkennen, falls sie sich weigerten, gegen Titelträger der Konkurrenz anzutreten. Vor den 1970er Jahren war dies selten der Fall. Es gab mit der New York State Athletic Commission (NYSAC) und der National Boxing Association (NBA, 1962 umbenannt in WBA) lediglich zwei anerkannte Verbände, deren Champions meist nach kurzer Zeit gegeneinander antraten. In dieser Zeit wurden vakante Titel in der Regel schnell über Turniere im K.-o.-Modus zwischen zwei oder mehr Herausforderern ausgefochten.
Mit der Anerkennung weiterer großer Boxverbände (zunächst WBC, später auch WBO), die alle ihre eigenen Weltmeister kürten und sogar zum Teil mehrere Titel in einer Gewichtsklasse vergaben, kam es im Profiboxen zu einer regelrechten Titelinflation. Gab es zu Beginn der 1960er Jahre mit der NYSAC und WBA lediglich zwei Verbände, die in den 17 Gewichtsklassen jeweils einen Weltmeister kürten, so verleiht mittlerweile alleine der WBC pro Klasse drei Titel: World Champion, Silver Champion und Träger des Diamond Belt (Diamantener Gürtel). In der WBA gab es im März 2016 in 17 Klassen insgesamt 41 Titelträger.
Der Titel des linearen Weltmeisters im Boxen ist der Versuch, wieder zurück zu einem Titel zu kommen, der von allen anerkannt wird. Einige Boxer haben angegeben, dass für sie der lineare Titel einen großen persönlichen Erfolg bedeutet, wie Lennox Lewis, oder für sie ein großes Ziel ist, das es als Boxer zu erreichen gilt, wie Nate Campbell.

### Kontroversen
Ein Problem bei der Festlegung des linearen Weltmeisters ist, was passiert, wenn der aktuelle Titelträger zurücktritt, in eine andere Gewichtsklasse wechselt oder stirbt. Gibt es für diese Fälle keine einheitliche Regelung, steht das Konzept des linearen Weltmeisters selbst zur Debatte. Da der lineare Weltmeister nur ein theoretischer Titel ist, der von Fans und Medien verfolgt wird, gibt es kein Geld und auch keine Organisation, die einen Kampf zur Vergabe eines vakanten Titels organisieren könnte. Darüber hinaus würde es wahrscheinlich keinen Konsens geben, wer berechtigt wäre, um den Titel zu kämpfen.
Ein Beispiel, das von Cliff Rold von Boxing Scene gebracht wird, ist der Titel im Halbschwergewicht. Dieser wurde vakant, als Michael Spinks 1985 ins Schwergewicht wechselte. Während Rold den Sieg von Virgil Hill über Henry Maske als Start einer neuen Abfolge von Weltmeistern betrachtet, ebenso wie die Rangliste der Cyber Boxing Zone, zieht das Ring Magazine die Linie zu Roy Jones.
Eine weitere Kritik, die es an dem Konzept des linearen Weltmeisters gibt, ist die Möglichkeit, dass Kämpfer ihren Titel gegen als minderwertig angesehene Gegner verteidigen können. Nachdem zum Beispiel George Foreman, linearer Weltmeister von 1994 bis zu seiner Niederlage gegen Shannon Briggs 1997, seine Titel von der WBA und IBF 1995 aberkannt wurden, kämpfte er zunächst gegen zwei niederrangige Boxer, bevor er gegen Briggs antrat. Der aktuelle lineare Weltmeister ist daher nicht immer der aktuell beste.
Die Cyber Boxing Zone und Boxing Scene führten Zsolt Erdei ab seinem Sieg über Julio César González 2004 bis zu seinem Wechsel ins Cruisergewicht 2009 als linearen Weltmeister im Halbschwergewicht. Da er in dieser Zeit allerdings nie gegen einen der top-platzierten Konkurrenten angetreten war, gestand Cliff Rold von Boxing Scene ein, dass – während das Konzept, dass ein linearer Weltmeister seinen Titel nur im Ring verlieren könne, solide sei – es sich in der Praxis manchmal als sehr fehleranfällig erweise.

### Listen
Es gibt drei bekannte Listen linearer Weltmeister der verschiedenen Gewichtsklassen.

#### The Ring Magazine

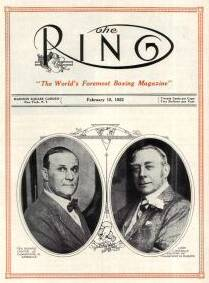
Erste Ausgabe der Boxzeitschrift The Ring

Die ursprüngliche Linie des Ring Magazine startet zu seiner ersten Ausgabe in den 1920er Jahren und reicht bis zu dem zwischenzeitlichen Bankrott des Magazins 1989. Nachdem es 2001 unter neuem Management wieder erschien, berechnete The Ring die eigene Linie nicht zurück, um die Lücke zu füllen, sondern benannte einen jeweils neuen Champion. Die Cyber Boxing Zone kritisierte dies später heftig. Das Ring Magazine habe seine Reputation verspielt, in dem es sich Namen aus dem Hintern ziehe (pulling names out of its ass).
Seit 2012 erlaubt das Ring Magazine, um die Anzahl der vakanten Titel zu reduzieren, auch Titelkämpfe zwischen den Ranglistenplätzen 1–2 und 3–5. Dies führte zu weiterer Kritik an der Glaubwürdigkeit der Liste des Magazins.
Sports Illustrated verwendet die Reihenfolge des Ring Magazine für seine Galerien der linearen Weltmeister im Schwer- und Mittelgewicht.
Aktueller (Stand August 2020) linearer Weltmeister des Ring Magazine im Schwergewicht ist Tyson Fury.

#### Cyber Boxing Zone
Die Cyber Boxing Zone pflegt ihre Liste mit Angaben von Tarcy Callis von der International Boxing Research Organization. Diese Listen wurde erstmals 1994 publiziert und reichen zurück bis zur Einführung der Queensberry-Regeln 1895. Die historischen Listen werden dabei aktualisiert, sobald neue Erkenntnisse vorliegen.
Wechselt ein Boxer von einer Gewichtsklasse in eine andere, wird der Titel in der Liste der Cyber Boxing Zone nicht für vakant erklärt.
Aktueller (Stand August 2020) linearer Weltmeister von Cyber Boxing Zone im Schwergewicht ist Tyson Fury.

#### Boxing Scene
Die Herausgeber der Liste von Boxing Scene sind nicht einverstanden mit den Reihenfolgen des Ring Magazine oder der Cyber Boxing Zone; insbesondere wegen der häufigen Wechsel von Boxern in den unteren Gewichtsklassen. Die Listen von Boxing Scene reichen in der Regel bis in die 1990er Jahre zurück.

## Mixed Martial Arts
Im Mixed Martial Arts ist der Titel des linearen Weltmeisters von besonderer Relevanz, da bis Mitte der 2000er Jahre die besten Kämpfer der Welt auf viele Veranstalter von MMA-Wettkämpfen verteilt waren. Dazu gehörten Veranstalter in Japan, wie zum Beispiel Pride Fighting Championships, Pancrase und Dream, sowie die großen Veranstalter in den USA: Ultimate Fighting Championship (UFC), World Extreme Cagefighting (WEC) und Strikeforce.
Nachdem die UFC die meisten ihrer Konkurrenten übernommen hat, stehen zurzeit alle linearen Weltmeister bei der UFC unter Vertrag.
Dem früheren UFC-Champion Jon Jones wurde der Titel aufgrund einer Anzeige wegen Fahrerflucht aberkannt. Daniel Cormier, den Jones zuvor besiegt hatte, bekam dadurch zwar den UFC-Titel, Jones blieb jedoch linearer Weltmeister, da er nicht in einem Kampf besiegt wurde.

### Kontroversen
Im Mixed Martial Arts drehen sich die meisten Kontroversen um die Frage, wie man den ersten linearen Meister für die jeweilige Gewichtsklasse ermittelt. Frühe Kämpfe folgten keinen allgemein anerkannten Regeln oder Gewichtsklassen. Ein gemeinsames Regelwerk gab es nicht vor dem Jahr 2000.
So betrachten manche Mark Colemans Sieg 1997, mit dem er UFC-Champion im Schwergewicht wurde, als den Startpunkt der Linie im Schwergewicht. Andere argumentieren, dass Royce Gracies Sieg bei der UFC 1 1993 den wahren Start der Linie bezeichnet, weil das Turnier keine Gewichtsklassen kannte. In beiden Fällen vereint sich allerdings die Linie später, sodass der aktuelle UFC-Schwergewichtsmeister in jedem Fall korrekt ist, egal welcher Linie man folgt.

## Rekorde

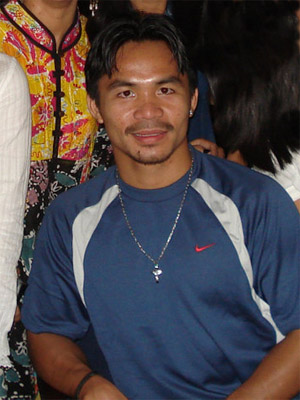
Manny Pacquiao 2009

- Muhammad Ali ist der einzige dreifache lineare Boxweltmeister im Schwergewicht. Er bezwang Sonny Liston 1964, George Foreman 1974 und Leon Spinks 1978.
- Peter Aerts ist der einzige fünffache lineare Weltmeister im Kickboxen. Er bezwang Patrick Smith 1994, Andy Hug 1997, Ernesto Hoost 1998, Andy Hug 1998 und Semmy Schilt 2010.[29]
- Manny Pacquiao ist der erste und einzige Boxer mit linearen Weltmeistertiteln in fünf Gewichtsklassen (Fliegengewicht, Federgewicht, Superfedergewicht, Halbweltergewicht und Weltergewicht) in den Listen der Cyber Boxing Zone[30][31][32] und auf boxingscene.com[33]. Zusätzlich hielt Pacquiao drei Titel des Ring Magazines in verschiedenen Gewichtsklassen (Federgewicht, Superfedergewicht und Halbweltergewicht).[34]
- Masato ist der einzige dreifache lineare Weltmeister im Kickboxen bis 70 kg. Er bezwang Albert Kraus 2003, Buakaw Banchamek 2006 und Artur Kyshenko 2008.[35]
- Mixed-Martial-Arts-Kämpfer Fjodor Jemeljanenko hielt den Titel als linearer Weltmeister länger als jeder andere Kämpfer in der Geschichte. Er gewann den Titel von 2003 von Antônio Rodrigo Nogueira und verteidigte ihn 18-mal, bevor er ihn 2010 an Fabrício Werdum verlor.[36]